# Льюїс Стоун
Льюїс Шепард Стоун (англ. Lewis Shepard Stone; 15 листопада 1879 — 12 вересня 1953) — американський актор, номінант на премію «Оскар» в 1929 році.

## Біографія
Льюїс Стоун народився у місті Вустер, штат Массачусетс, в 1879 році. У 1898 році брав участь в іспансько-американській війні, після закінчення якої зайнявся кар'єрою письменника. Через деякий час відбувся акторський дебют Стоуна на театральній сцені, а з розвитком індустрії кіно він став з'являтися і на великому екрані.
У роки Першої світової війни Льюїс Стоун служив в рядах американської армії, а після її закінчення знову повернувся до зйомок. До того часу актор був майже повністю сивим, і незважаючи на свій вік, став часто грати старих персонажів. У 1920-х він запам'ятався своїми ролями в німих фільмах «Нормани півночі» (1920), «Полонений Зенди» (1922) і «Загублений світ» (1925). У 1929 році Льюїс Стоун був номінований на премію Американської кіноакадемії за роль графа Палена в німій драмі «Патріот». У подальші декілька років актор часто знімався разом з Гретою Гарбо, як у німих фільмах, так і в її перших звукових картинах, але найяскравішими стали його ролі у фільмах «Гранд-готель» (1932) і «Королева Христина» (1933). Також розвитку його кар'єри сприяла успішна роль в оскароносній кримінальній драмі «Казенний будинок» в 1930 році. У подальші роки найяскравішою в його кар'єрі стала роль судді Джеймса Харді в серії комедій «MGM» про Енді Гарді, якого грав Міккі Руні. Актор виконав свою роль в п'ятнадцяти картинах про Харді, починаючи з 1937 року і закінчуючи 1946 роком.
Льюїс Стоун помер біля свого особняка в Беверлі-Гіллз 12 вересня 1953 року. Як повідомляється, у актора стався серцевий напад в той час як він розганяв околичну дітвору, яка кидала камені в його гараж. Його внесок в американську кіноіндустрію відзначений зіркою на Голлівудській алеї слави.

## Вибрана фільмографія
| Рік  |   | Українська назва                | Оригінальна назва                 | Роль                               |
| ---- | - | ------------------------------- | --------------------------------- | ---------------------------------- |
| 1921 | ф | Не нехтуй своєю дружиною        | Don't Neglect Your Wife           |                                    |
| 1921 | ф | Концерт                         | The Concert                       | Августус Мартінот                  |
| 1922 | ф | Полонений Зенди                 | The Prisoner of Zenda             | Рудольф Рассенділ / король Рудольф |
| 1922 | ф | Чотки                           |                                   |                                    |
| 1923 | ф | Скарамуш                        | Scaramouche                       | маркіз де ла Тур Д'Азур            |
| 1925 | ф | Загублений світ                 | The Lost World                    | сер Джон Рокстон                   |
| 1927 | ф | Приватне життя Єлени Троянської | The Private Life of Helen of Troy | Менелай                            |
| 1928 | ф | Патріот                         | The Patriot                       | граф Петр Пален                    |
| 1928 | ф | Жіночі справи                   | A Woman of Affairs                | Х'ю                                |
| 1929 | ф | Дикі орхідеї                    | Wild Orchids                      | Джон Стерлінг                      |
| 1929 | ф | Мадам Ікс                       | Madame X                          | Луї Флоріот                        |
| 1929 | ф | Їх власне бажання               | Their Own Desire                  | Марлетт                            |
| 1929 | ф | Жіноче диво                     | Wonder of Women                   | Стівен Тромболт                    |
| 1932 | ф | Розлучення в сім'ї              |                                   |                                    |
| 1935 | ф | Китайські моря                  | China Seas                        | Том Девідс                         |
| 1937 | ф | Вигнанець                       | Outcast                           | Ентоні Еббот, юрист                |